# Спиридонова, Маргарита Сергеевна
Маргарита Сергеевна Спиридонова (2 июня 1993) — российская футболистка и игрок в мини-футбол. В большом футболе играла на позиции полузащитника, в мини-футболе — нападающего и вратаря.

## Биография
Воспитанница астраханской ДЮСШ № 8. Вызывалась в расширенный состав юношеской сборной России.
В начале взрослой карьеры выступала в высшей лиге России за воронежскую «Энергию». На финише сезона 2008 года сыграла 4 матча, в сезоне 2009 года провела 3 матча, во всех выходила на замены. Бронзовый призёр чемпионата России 2009 года. После некоторого перерыва вернулась в высшую лигу осенью 2012 года в составе клуба «Дончанка» (Азов), сыграла в чемпионате 3 матча, во всех выходила на замену.
В течение нескольких лет (2013—2017) принимала участие в студенческих первенствах России в составе команды Воронежского государственного института физкультуры (ВГИФК).
В дальнейшем играла в первой лиге России по мини-футболу за астраханские клубы «ЦДОД № 3» и «Хазар-ДЮСШ-1». Выступала не только в поле на позиции нападающего, но и в роли вратаря, признавалась лучшим вратарём зонального турнира первой лиги в 2016 году.
Была организатором детских соревнований «Большие звёзды светят малым» в Астрахани.